# Contea di Renville (Dakota del Nord)
La contea di Renville in inglese Renville County è una contea dello Stato del Dakota del Nord, negli Stati Uniti. La popolazione al censimento del 2000 era di 2 610 abitanti. Il capoluogo di contea è Mohall.

## Geografia
La contea si trova nel nord dello stato, al confine con il Canada.

### Contee e municipalità confinanti
- Municipalità rurale di Argyle n. 1 (Saskatchewan, Canada) - nord-est
- Contea di Bottineau - est
- Contea di McHenry - sud-est
- Contea di Ward - sud
- Contea di Burke - ovest
- Municipalità rurale di Mount Pleasant n. 2 (Saskatchewan, Canada) - nord-ovest

## Comuni

### Cities
- Glenburn
- Grano
- Loraine
- Mohall (capoluogo)
- Sherwood
- Tolley